# Hans-Adolf Hedemann
Hans-Adolf Hedemann (* 26. Juni 1920 in Hannover; † 12. Dezember 1990 in Langensendelbach) war ein deutscher Geologe und Professor.

## Leben

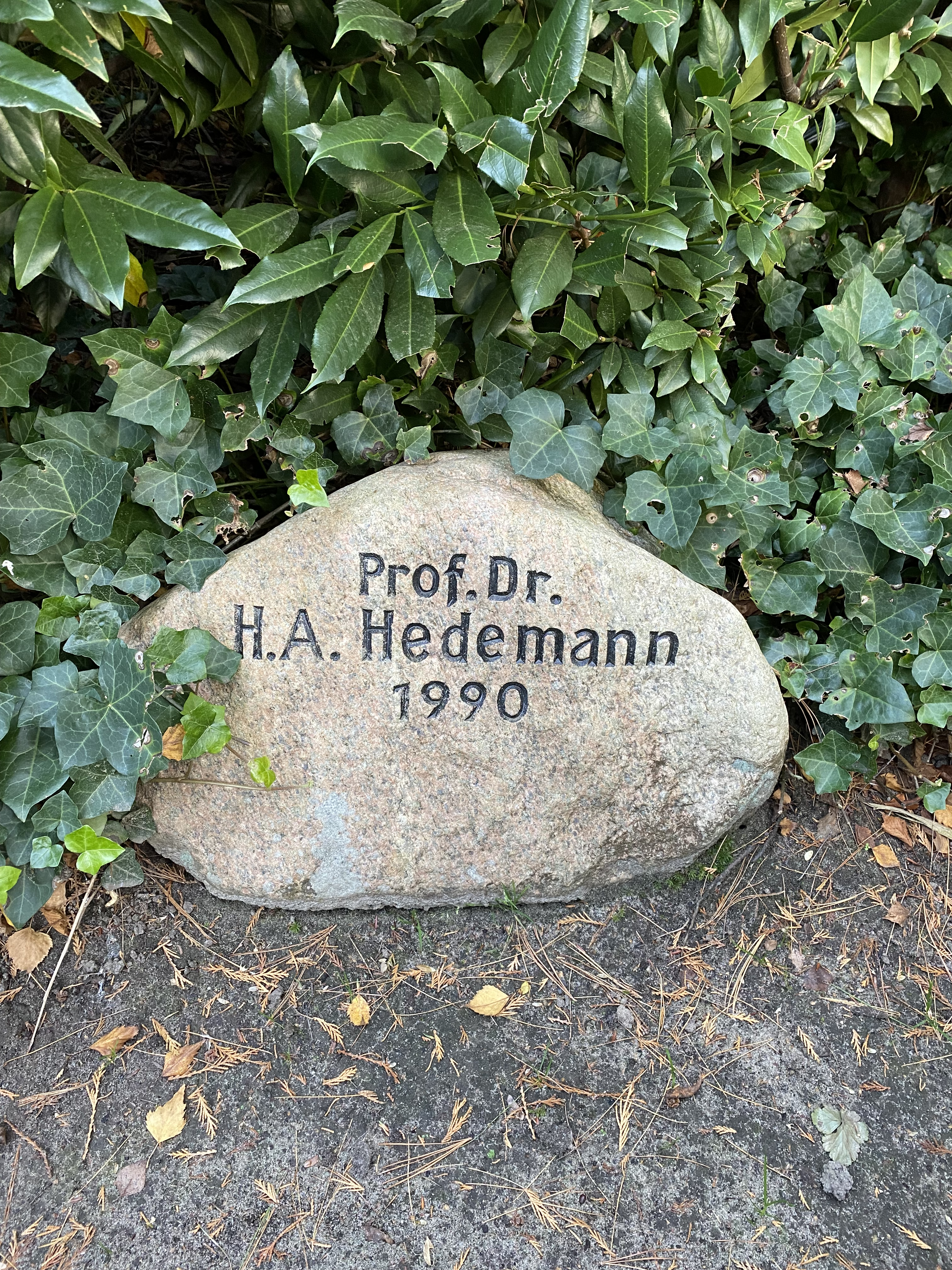
Grabstätte

Hedemann machte 1938 Abitur in Goslar und studierte danach bis 1940 Geologie in Breslau, wo er auch Mitglied des Corps Silesia wurde, und musste dann das Studium kriegsbedingt unterbrechen. Nach Kriegsende studierte er zunächst in Berlin und dann in Clausthal weiter. Dort schloss er das Studium 1948 als Diplom-Geologe ab und promovierte 1950 zum Dr. rer. nat.
Sein Berufsleben begann Hedemann bei der DEA und er war danach bis 1977 bei der Texaco beschäftigt. 1977 wechselte er aus der Privatwirtschaft als leitender Direktor der Abteilung für Geologie in das Niedersächsische Landesamt für Bodenforschung nach Hannover. Dort war er auch Vertreter in Kommissionen der UNO und der Europäischen Gemeinschaft.
Neben seinem Beruf veröffentlichte Hedemann über 100 wissenschaftliche Arbeiten in Fachzeitschriften. Aus diesem Grund wurde er 1972 zum Honorarprofessor für das Fach Erdölgeologie an der Universität Erlangen ernannt.
1986 trat Hedemann in den Ruhestand, blieb aber Berater für Erdöl- und Erdgaskavernenspeicher. Er verstarb im Alter von 70 Jahren und wurde auf dem Nienstedtener Friedhof in Hamburg bestattet.

## Werke
- Entwicklung und Struktur des Sollinggewölbes . Clausthal (Dissertation) 1950
- Präalbische Tektonik am Nordwestrand des Gifhorner Troges, in: Zeitschrift der Deutschen Geologischen Gesellschaft, Band Symp., 1956, S. 213–227